# Đorđe Rapajić
Đorđe Rapajić (Titova Korenica, 1952. – Zagreb, 12. lipnja 2000.) je bio hrvatski kazališni, televizijski i filmski glumac. Uz Akademiju je diplomirao i šumarstvo. Publici je najviše poznat kao Nosonja iz serije Smogovci te kao Pero iz dječje emisije Poštanski sandučić. Uz to je bio i glumac u raznim serijama i emisijama dramskog, obrazovnog i dječjeg programa. Godinama je bio glumac kazališta Trešnja, a radio je i s vodećim hrvatskim filmskim redateljima.

## Smrt
Rapajić je, po mišljenju književnika Đorđa Matića, „bio progonjen kao Srbin u Zagrebu i izguran na marginu od strane hrvatske šovinističke ideologije s početka devedesetih”. Nedugo nakon proglašenja samostalne Hrvatske ostao je bez posla u kazalištu Trešnja. Do smrti 2000. godine iznimno teško živio, posljednje dane svog života proveo je u velikoj neimaštini.
Umro je u Zagrebu 2000. godine u 48. godini života od posljedica trovanja alkoholom. 
Rapajić je, prema Dubravki Ugrešić, bio „čovjek s više identiteta. Ravnopravnih.”

## Filmografija

### Televizijske uloge
- "Zlatko i detektivi" kao Albert (1992.)
- "Operacija Barbarossa" kao taksist (1990.)
- "Inspektor Vinko" kao roker br. 2 (1984.)
- "Zamke" kao vodič Adam (1983.)
- "Kiklop" kao ulični intelektualac (1983.)
- "Poštanski sandučić" kao Pero (1982. – 1992.)
- "Smogovci" kao Nosonja (1982. – 1992.)
- "Nepokoreni grad" kao Josip Čuljat (1982.)

### Filmske uloge
- "Vrijeme za..." kao Nikola (1993.)
- "Mjesec u djevici" (1988.)
- "Osuđeni" kao Džo (1987.)
- "San o ruži" kao policajac (1986.)
- "Kako preživjeti do prvog" kao tip sa šaltera student servisa (1986.)
- "Dvojica zatvorenika" (1985.)
- "Pijanist" (1983.)
- "Treći ključ" kao Jura (1983.)
- "Kiklop" kao ulični intelektualac (1982.)
- "Bobi" (1982.)
- "Vlakom prema jugu" (1981.)
- "Ritam zločina" kao gost u gostionici (1981.)
- "Nije daleko" (1979.)
- "Bombaški proces" (1977.)

## Vanjske poveznice
- Đorđe Rapajić u internetskoj bazi filmova IMDb-u (engl.)Đorđe Matić o Đorđu Rapajiću: https://www.telegram.hr/kultura/dorde-matic-za-telegram-moj-prvi-roman-i-povratak-u-hrvatsku-nakon-30-godina/
- ”Dvadeset godina od preranog odlaska Đorđa Rapajića”: https://www.seebiz.eu/kultura/dvadeset-godina-od-preranog-odlaska-dorda-rapajica/249200
- ”Đorđe Rapajić – glumac”: https://snv.hr/znameniti-srbi/dorde-rapajic-glumac/
- ”Glumac Đorđe Rapajić dobio ulicu u Korenici”: https://www.portalnovosti.com/glumac-dorde-rapajic-dobio-ulicu-u-korenici
- Đorđe Matić o Đorđu Rapajiću: https://www.telegram.hr/kultura/dorde-matic-za-telegram-moj-prvi-roman-i-povratak-u-hrvatsku-nakon-30-godina/